# Naega jugdeon nal
Pour plus de détails, voir Fiche technique et Distribution.
Naega jugdeon nal (내가 죽던 날) est un film sud-coréen réalisé par Park Ji-Wan, sorti en 2020.

## Synopsis
Se-jin disparaît une nuit, ne laissant que ses chaussures et ses dernières volontés sur une falaise. Kim Hyeon-soo enquête sur l'affaire, mais ne découvre pas de corps à cause des mauvaises conditions climatiques. L'affaire est classée comme suicide, mais Hyeon-soo continue d'enquêter sur des éléments troublants.

## Fiche technique
- Titre : Naega jugdeon nal
- Titre original : 내가 죽던 날
- Titre anglais : The Day I Died: Unclosed Case
- Réalisation et scénario : Park Ji-wan
- Photographie : Cho Yong-kyu
- Montage : Kim Sang-bum et Jeong Gyeh-yeon
- Production : Choi Jae-won
- Société de production : Oscar 10 Studio et Story Pong
- Pays de production :  Corée du Sud
- Genre : policier, drame
- Durée : 116 minutes
- Date de sortie : 
  - Corée du Sud : 12 novembre 2020

## Distribution
- Kim Hye-su : Kim Hyeon-soo
- Lee Jung-eun : Suncheondaek
- Roh Jeong-eui : Se-jin
- Kim Sun-young : Min-jeong
- Lee Sang-yeob : Hyeong-joon
- Moon Jung-hee : Jeong-mi
- Jo Han-chul : l'avocat

## Distinctions
Le film a été nommé pour six Blue Dragon Film Awards et a remporté celui du meilleur nouveau réalisateur.